# 303
303（三百三、三〇三、さんびゃくさん）は、自然数また整数において、302の次で304の前の数である。

## 性質
- 303は合成数であり、約数は 1, 3, 101, 303 である。
  - 約数の和は408。
    - 約数関数から導き出される数列 {\displaystyle a_{n}=\sigma (a_{n-1})} はその初期値によって異なる数列になる。異なる数列になる26番目の初期値(最小の値)を表す数である。1つ前は262、次は315。(ただし1を除く)(オンライン整数列大辞典の数列 A257348)

  - 約数の個数が3連続(301,302,303)で同じになる11番目の3連続の中で最大の数である。1つ前は245、次は376。
- 97番目の半素数である。1つ前は302、次は305。
- 40番目の回文数である。1つ前は292、次は313。
- π(2000) = 303 (ただしπ(x)は素数計数関数)
  - 2000までの素数は303個ある。1つ前の1000までは168、次の3000までは430。(オンライン整数列大辞典の数列 A038812)
- 各位の和が6になる19番目の数である。1つ前は240、次は312。

## その他 303 に関連すること
- 西暦303年
- 紀元前303年
- JR九州303系電車
- ローランド・TB-303
- UFC 303
- 303高地の虐殺は、1950年に発生した戦争犯罪事件。
- 303BOOKSは、日本の出版社。
- 303クリエイティブLLC対エレニス事件
- .303ブリティッシュ弾
- かつてハウス食品が発売していたインスタントラーメンの商品名。当初は「さんじさんぷん」と読んでいたが、のちに「さんまるさん」に変更。CMには工藤夕貴が出演し、「時をかける少女」のパロディーで「お湯をかける少女」というフレーズを使い話題となった。
- ローランド・MC-303
- 第303コシチュシコ戦闘機中隊 (イギリス空軍)
- 国際連合安全保障理事会決議303